# Lingua receptiva
De term lingua receptiva (LaRa) verwijst naar een vorm van communicatie waarin personen met een verschillende talige en culturele achtergrond elk hun eigen taal blijven spreken en elkaar toch begrijpen, zonder de hulp van een additionele taal (zoals een lingua franca of eenheidstaal).
Om lingua receptiva te gebruiken dient men voldoende receptieve vaardigheden in de taal van de ander te hebben. Receptieve vaardigheden zijn vaardigheden in het luisteren en lezen. Bij lingua receptiva betekent dit dus dat iemand de taal van de ander kan begrijpen, maar niet hoeft te spreken en zodoende beiden in hun eigen taal kunt blijven spreken.
Lingua receptiva is dus een vorm van meertalig communiceren. Voorbeelden zijn het gebruik van een lingua franca, regionale lingua franca of codewisseling.

## LaRa in de praktijk
Binnen Scandinavië is het verschijnsel receptieve meertaligheid al vanuit de middeleeuwen bekend. Gebruikers van Zweeds, Noors en Deens kunnen elkaar onderling verstaan. Deze onderlinge verstaanbaarheid draagt bij aan een gemeenschappelijke Scandinavische identiteit. Hetzelfde gold (en geldt nog steeds) voor bijvoorbeeld de vele gemengde huwelijken tussen Tsjechen en Slowaken.
In andere delen van Europa wordt receptieve meertaligheid in de praktijk ook gebruikt, maar er is nog weinig algemene bekendheid over dit verschijnsel. Toch wordt LaRa (soms onbewust) in veel situaties toegepast.
Een voorbeeld van LaRa is te vinden in de familiekring. In een Turkse familie in Nederland spreken de ouders Turks tegen de kinderen, terwijl de kinderen Nederlands terugspreken. Hoewel ze verschillende talen gebruiken, kunnen ze elkaar wel begrijpen.
Ook in het bedrijfsleven zijn er voorbeelden van LaRa. Door de vele ambtelijke begrippen, kan de vertaling voor mogelijke verwarring zorgen. LaRa biedt hier dan een uitkomst, omdat beiden dan hun eigen jargon kunnen blijven gebruiken. Een voorbeeld hiervan is de Euregio, een interregionaal samenwerkingsverband tussen Nederlandse en Duitse gemeenten. Hier is afgesproken met LaRa te communiceren binnen de vergaderingen. De Duitse medewerkers spreken Duits en hun Nederlandse collega's spreken Nederlands, iedereen begrijpt elkaar goed.
In het culturele leven wordt hier ook gebruik van gemaakt. In vergaderingen in Brussel is het vaak de gewoonte dat Nederlandstaligen Nederlands praten en Franstaligen Frans. Ze worden wel verondersteld de ander te begrijpen, maar antwoorden in hun eigen taal.

## Waarom LaRa
LaRa biedt mensen de mogelijkheid om te blijven spreken in de eigen taal. Hiermee wordt de barrière om zich uit te drukken in een taal die minder goed beheerst wordt, ondervangen. Mensen zijn vaak bang om fouten te maken als ze een vreemde taal spreken. Daardoor worden ze geremd om de vreemde taal te spreken. Om lingua receptiva te gebruiken, heeft men immers alleen de receptieve vaardigheden van de andere taal nodig en kan men elkaar toch verstaan.
In het bovengenoemde voorbeeld van de Euregio is afgesproken om met LaRa te communiceren, zodat ieder zijn eigen taal kan blijven spreken. Daar hebben ze voor gekozen op basis van het principe van gelijkheid; op die manier heeft niemand voor- of nadelen wat betreft het spreken van een vreemde taal.
Omdat iemand met LaRa in zijn eigen taal kan blijven spreken, kunnen beiden sprekers hun eigen identiteit uiten. Taal wordt namelijk vaak gezien als een middel om iemands cultuur en identiteit uit te drukken. Lingua receptiva kan opgevat worden als een voorbeeld van optimale interculturele communicatie, omdat beide sprekers zich op dezelfde manier aan elkaar aanpassen en toch zichzelf kunnen blijven.
Het handhaven en bevorderen van culturele en talige diversiteit is een van de pijlers van het meertaligheidsbeleid van de Europese Unie. Het motto van de Europese Unie is 'eenheid in verscheidenheid' (in varietate concordia). Doelen van dit beleid zijn onder andere meertaligheid en diversiteit; in theorie zijn alle talen van Europese lidstaten gelijk aan elkaar. Daarom wordt ook receptieve meertaligheid als een van de beleids- en onderzoeksterreinen naar voren gebracht. Een voorbeeld van een project dat met steun van de Europese Commissie schriftelijke receptieve vaardigheden bevordert, is EuroCom.

## Historisch verloop
Deze vorm van communiceren bestaat al lang, maar ditzelfde concept heeft in de loop der tijd verschillende benamingen gekregen.
In 1952 onderzochten Voegelin & Harris voor het eerst de mate van "wederzijds begrip tussen dialecten", later geconceptualiseerd als "wederzijds begrip tussen gerelateerde talen" door Wolff in 1964 en Casad in 1974. Haugen noemt dit in 1966 semicommunicatie omdat deze talen zodanig op elkaar lijken, dat taalgebruikers van dezelfde taalfamilie beide talen kunnen begrijpen. Braunmüller vindt deze term misleidend omdat er gesuggereerd wordt dat de gesprekspartners elkaar maar 'half' begrijpen terwijl dat juist niet het geval is.
Later wordt de term receptieve meertaligheid gebruikt. Dit verwijst naar meertalige situaties waarbij receptieve vaardigheden worden ingezet. Rehbein, ten Thije en Verschik introduceren hiervoor de term lingua receptiva.
In het verlengde hiervan ligt de term intercomprehension (afgeleid van "inter" dat "tussen" betekent en "comprehension" dat "begrip" betekent). Dit is een vorm van communicatie waarin personen binnen dezelfde taalfamilie hun eigen taal gebruiken en elkaar begrijpen zonder een aanvullende gemeenschappelijke taal.
Hoewel beide termen (lingua receptiva en intercomprehensie) hetzelfde betekenen, is er een belangrijk onderscheid. Lingua receptiva is een breder begrip omdat het talen betreft tussen verschillende taalfamilies terwijl intercomprehensie talen betreft binnen dezelfde taalfamilie. Als de talen tot dezelfde taalfamilie behoren is er sprake van inherente begrijpelijkheid, de ene taal lijkt zozeer op de andere taal dat het herkenbaar wordt. Als de talen tot verschillende taalfamilies behoren en dus structureel van elkaar verschillen, dan moeten receptieve vaardigheden verworven worden. Dat kan op twee manieren: verworven door een tweetalige opvoeding of aangeleerd door het leren van een andere taal.
Intercultureel expert en docent J.D. ten Thije introduceert voor de term lingua receptiva een Nederlandse equivalent: 'luistertaal'. Ten Thije: "(...)door het verschijnsel een naam te geven, word je je bewust van het bestaan, en dan kun je het ook makkelijker inzetten".